# Saison 2022 du Toulouse olympique XIII
La saison 2022 du Toulouse olympique XIII, franchise française de rugby à XIII en Super League, constitue leur première participation à cette ligue. L'entraîneur français Sylvain Houlès, arrivé en 2013, effectue sa neuvième saison au club. Tony Gigot est désigné capitaine du Toulouse olympique XIII à la suite du départ juste avant que la saison ne débute de Johnathon Ford.

## Déroulement de la saison

### Transferts
| Date         | Nom                   | Poste          | Provenance/Destination |
| ------------ | --------------------- | -------------- | ---------------------- |
| Arrivées     |                       |                |                        |
| juillet 2021 | Maxime Stefani        | Deuxième ligne | Saint-Gaudens          |
| janvier 2022 | James Cunnigham       |                | Huddersfield           |
| janvier 2022 | Christopher Hankinson | Centre         | Wigan                  |
| janvier 2022 | Gadwin Springer       | Centre         | Featherstone           |
| janvier 2022 | Matthew Russell       | Centre         | Leigh                  |
| février 2022 | Olly Ashall-Bott      | Arrière        | Huddersfield           |
| février 2022 | Ellis Robson (prêt)   |                | Warrington             |
| Départs      |                       |                |                        |
| janvier 2022 | Jy Hitchcox           |                | Leigh                  |
| janvier 2022 | Bastien Ader          |                | Limoux                 |
| janvier 2022 | Rémi Casty            | Pilier         | Retraite               |
| janvier 2022 | Johnathon Ford        |                | Rupture contrat        |
| mars 2022    | Mark Kheirallah       | Arrière        | Rupture contrat        |

## Résultats
| Légende | Légende  |
| ------- | -------- |
|         | Victoire |
|         | Nul      |
|         | Défaite  |

### Saison régulière 2022 de Super League
| Date       | Compétition  | J. | Equipe              | D/E | Stade                   | Résultat | Score | Essais                                                      | Buts                                         | Spect. |
| ---------- | ------------ | -- | ------------------- | --- | ----------------------- | -------- | ----- | ----------------------------------------------------------- | -------------------------------------------- | ------ |
| 29/01/2022 | Amical       | -  | Dragons catalans    | E   | Stade Gilbert-Brutus    | Défaite  | 10-26 | White, Russell                                              | Hankinson (1)                                | 3 529  |
| 12/02/2022 | Super League | 1  | Huddersfield Giants | D   | Stade Ernest-Wallon     | Défaite  | 14-42 | Armitage, Bergal, Russell                                   | Hankinson (4)                                | 5 238  |
| 20/02/2022 | Super League | 2  | Salford Red Devils  | E   | AJ Bell Stadium         | Défaite  | 12-38 | Hankinson, Paulo                                            | Hankinson (2)                                | 4 003  |
| 26/02/2022 | Super League | 3  | Warrington Wolves   | D   | Stade Ernest-Wallon     | Défaite  | 18-32 | Olly Ashall-Bott, Navarrete, Stefani                        | Hankinson (3)                                | 4 887  |
| 05/03/2022 | Super League | 4  | Wigan Warriors      | D   | Stade Ernest-Wallon     | Défaite  | 28-29 | Armitage (2), Russell, Gigot, Stefani                       | Hankinson (3), 2 drops de Gigot et Pélissier | 5 466  |
| 11/03/2022 | Super League | 5  | Wakefield Trinity   | E   | Belle Vue               | Défaite  | 6-18  | Armitage                                                    | Hankinson                                    | 4 351  |
| 19/03/2022 | Super League | 6  | St Helens RLFC      | D   | Stade Ernest-Wallon     | Victoire | 22-20 | Russell, Peyroux, Hankinson, Marcon                         | Hankinson (3)                                | 5 568  |
| 01/04/2022 | Super League | 7  | Castleford Tigers   | E   | The Jungle              | Défaite  | 6-32  | Gigot                                                       | Hankinson                                    | 7 067  |
| 14/04/2022 | Super League | 8  | Dragons catalans    | E   | Stade Gilbert-Brutus    | Défaite  | 10-18 | Russell, Armitage                                           | Hankinson                                    | 8 922  |
| 18/04/2022 | Super League | 9  | Hull KR             | D   | Stade Ernest-Wallon     | Défaite  | 24-28 | Albert, Maron (2), Garbutt                                  | Hankinson (4)                                | 6 180  |
| 22/04/2022 | Super League | 10 | Leeds Rhinos        | E   | Headingley              | Défaite  | 14-25 | Maron, Russell, Vaivai                                      | Gigot                                        | 11 167 |
| 30/04/2022 | Super League | 11 | Hull FC             | E   | MKM Stadium             | Défaite  | 12-48 | Vaivai, Marion                                              | Marion (2)                                   | 11 308 |
| 15/05/2022 | Super League | 12 | Wakefield Trinity   | D   | Stade Ernest-Wallon     | Victoire | 20-14 | Ashall-Bott (2), Russell                                    | Hankinson (4)                                | 3 909  |
| 20/05/2022 | Super League | 13 | Huddersfield Giants | E   | John Smith’s Stadium    | Défaite  | 16-17 | Ashall-Bott, Navarrete, Russell                             | Hankinson (2)                                | 3 926  |
| 04/06/2022 | Super League | 14 | St Helens RLFC      | D   | Stade Ernest-Wallon     | Défaite  | 14-28 | Hansen, Hankinson                                           | Hankinson (3)                                | 5 225  |
| 12/06/2022 | Super League | 15 | Castleford Tigers   | D   | Stade Ernest-Wallon     | Défaite  | 14-20 | Ashall-Bott, Russell                                        | Hankinson (3)                                | 3 326  |
| 24/06/2022 | Super League | 16 | Wigan Warriors      | E   | DW Stadium              | Défaite  | 6-40  | Peyroux                                                     | Hankinson                                    | 14 493 |
| 02/07/2022 | Super League | 17 | Hull KR             | N   | Stade Ernest-Wallon     | Victoire | 28-6  | Schaumkel, Marcon, Hankinson, Ashall-Bott                   | Hankinson (6)                                | 3 441  |
| 09/07/2022 | Super League | 18 | Wakefield Trinity   | E   | St James’ Park          | Victoire | 38-26 | Russell (2), Bretherton, Belmas, Peats, Schaumkel, Armitage | Hankinson (5)                                | 36 821 |
| 16/07/2022 | Super League | 19 | Leeds Rhinos        | D   | Stade Ernest-Wallon     | Victoire | 20-6  | Schaumkel, Russell, Bretherton                              | Hankinson (4)                                | 4 230  |
| 23/07/2022 | Super League | 20 | Salford Red Devils  | D   | Stade Ernest-Wallon     | Défaite  | 11-24 | Jussaume                                                    | Hankinson (3), 1 drop de Gigot               | 3 706  |
| 29/07/2022 | Super League | 21 | Hull FC             | D   | Stade Ernest-Wallon     | Défaite  | 6-30  | Cunningham                                                  | Hankinson                                    | 4 238  |
| 07/08/2022 | Super League | 22 | Hull KR             | E   | New Craven Park         | Défaite  | 16-22 | Schaumkel, Alvaro, Russell                                  | Hankinson (2)                                | 6 763  |
| 12/08/2022 | Super League | 23 | Warrington Wolves   | E   | Halliwell Jones Stadium | Défaite  | 18-32 | Jussaume                                                    | Hankinson (3)                                | 9 199  |
| 19/08/2022 | Super League | 24 | Wigan Warriors      | E   | DW Stadium              | Défaite  | 6-52  | Russell                                                     | Hankinson                                    | 12 145 |
| 25/08/2022 | Super League | 25 | Dragons catalans    | D   | Stade Ernest-Wallon     | Défaite  | 14-24 | Olly Ashall-Bott, Hankinson                                 | Hankinson (3)                                | 9 168  |
| 28/08/2022 | Super League | 26 | Hull FC             | E   | MKM Stadium             | Défaite  | 12-38 | Bergal, Armitage                                            | Hankinson (2)                                | 8 785  |
| 03/09/2022 | Super League | 27 | St Helens RLFC      | E   | Totally Wicked Stadium  | Défaite  | 16-36 | Pélissier, Peats, Bergal                                    | Hankinson (2)                                | 13 112 |

## Statistiques
Le tableau suivant résume les statistiques des joueurs du Toulouse olympique XIII en Super League pour la saison 2022.
| Numéro | Nom                   | Super League | Super League | Super League | Super League | Super League |
| Numéro | Nom                   | M.J.         | Pts          | E            | B            | D            |
| ------ | --------------------- | ------------ | ------------ | ------------ | ------------ | ------------ |
| 2      | Latrell Schaumkel     | 10           | 16           | 4            | -            | -            |
| 3      | Junior Vaivai         | 5            | 8            | 2            | -            | -            |
| 4      | Mathieu Jussaume      | 12           | 4            | 1            | -            | -            |
| 5      | Paul Marcon           | 16           | 20           | 5            | -            | -            |
| 6      | Corey Norman          | 11           | 4            | 1            | -            | -            |
| 7      | Lucas Albert          | 21           | 4            | 1            | -            | -            |
| 8      | Romain Navarrete      | 24           | 8            | 2            | -            | -            |
| 9      | Lloyd White           | 5            | -            | -            | -            | -            |
| 10     | Harrison Hansen       | 20           | 4            | 1            | -            | -            |
| 11     | Andrew Dixon          | 15           | -            | -            | -            | -            |
| 12     | Dominique Peyroux     | 16           | 8            | 2            | -            | -            |
| 13     | Anthony Marion        | 20           | 8            | 2            | -            | -            |
| 14     | Éloi Pélissier        | 19           | 13           | 3            | -            | 1            |
| 15     | Maxime Puech          | 17           | -            | -            | -            | -            |
| 16     | Joe Bretherton        | 18           | 12           | 3            | -            | -            |
| 17     | Joseph Paulo          | 12           | -            | -            | -            | -            |
| 18     | Mitch Garbutt         | 8            | 4            | 1            | -            | -            |
| 19     | James Cunnigham       | 12           | 4            | 1            | -            | -            |
| 20     | Ilias Bergal          | 8            | 12           | 3            | -            | -            |
| 21     | Christopher Hankinson | 25           | 148          | 5            | 64           | -            |
| 22     | Gadwin Springer       | 5            | -            | -            | -            | -            |
| 23     | Justin Sangaré        | 23           | -            | -            | -            | -            |
| 24     | Guy Armitage          | 15           | 28           | 7            | -            | -            |
| 25     | Matthew Russell       | 20           | 52           | 13           | -            | -            |
| 26     | Hugo Pezet            | 3            | -            | -            | -            | -            |
| 27     | Olly Ashall-Bott      | 24           | 28           | 7            | -            | -            |
| 28     | Nathan Peats          | 13           | 8            | 2            | -            | -            |
| 29     | Lambert Belmas        | 10           | 4            | 1            | -            | -            |
| 30     | Maxime Stefani        | 13           | 8            | 2            | -            | -            |
| 31     | Tony Gigot (c)        | 19           | 12           | 2            | 1            | 2            |
| 35     | Daniel Alvaro         | 14           | 4            | 1            | -            | -            |
| -      | Benjamin Laguerre     | 1            | -            | -            | -            | -            |
| -      | Ellis Robson          | 2            | -            | -            | -            | -            |

## Classement et phase finale de la Super League

### Classement final
| Rang | Franchise               | J  | V  | N | D  | Pm  | Pe  | Diff | Pts |
| ---- | ----------------------- | -- | -- | - | -- | --- | --- | ---- | --- |
| 1    | St Helens RLFC          | 27 | 21 | 0 | 6  | 674 | 374 | +300 | 42  |
| 2    | Wigan Warriors          | 27 | 19 | 0 | 8  | 818 | 483 | +335 | 38  |
| 3    | Huddersfield Giants     | 27 | 17 | 1 | 9  | 613 | 497 | +116 | 35  |
| 4    | Dragons catalans        | 27 | 16 | 0 | 11 | 539 | 513 | +26  | 32  |
| 5    | Leeds Rhinos            | 27 | 14 | 1 | 12 | 577 | 528 | +49  | 29  |
| 6    | Salford City Reds       | 27 | 14 | 0 | 13 | 700 | 602 | +98  | 28  |
| 7    | Castleford Tigers       | 27 | 13 | 0 | 14 | 544 | 620 | -76  | 26  |
| 8    | Hull KR                 | 27 | 12 | 0 | 15 | 498 | 608 | -110 | 24  |
| 9    | Hull FC                 | 27 | 11 | 0 | 16 | 508 | 675 | -167 | 22  |
| 10   | Wakefield Wildcats      | 27 | 10 | 0 | 17 | 497 | 648 | -151 | 20  |
| 11   | Warrington Wolves       | 27 | 9  | 0 | 18 | 568 | 664 | -96  | 18  |
| 12   | Toulouse olympique XIII | 27 | 5  | 0 | 22 | 421 | 745 | -324 | 10  |

|  | Champion de la saison régulière et qualifié pour les demi-finales. |
|  | Qualifié pour les demi-finales                                     |
|  | Qualifié pour la phase finale                                      |
|  | Relégué en Championship.                                           |

Attribution des points : deux points sont attribués pour une victoire, un point pour un match nul, aucun point en cas de défaite.

## Couverture médiatique
Sky Sports retransmet les matchs disputés à l'extérieur sur le sol britannique. 
Contrairement à l'autre franchise française les Dragons Catalans, la chaîne de télévision BeIN Sport n'a pas d'accord propre avec le Toulouse olympique XIII, seule une rencontre  contre les Dragons devrait être diffusée.
Dans la presse, les résultats et rapports des matchs sont diffusés dans des quotidiens tels que L'Équipe (épisodiquement) ou L'Indépendant (systématiquement) en France. Midi Olympique suit également les Toulousains dans la demi-page « Treize Actualité », qu'il consacre au rugby à XIII dans son édition « rouge », mais pas de manière continue. 
Au Royaume-Uni, l'hebdomadaire Rugby Leaguer & League Express suit de manière régulière et détaillée le « TO » ,  non seulement en tant qu'équipe de la Superleague, mais aussi en tant que club français. La revue a en effet des journalistes ou éditorialistes spécialisés en rugby à XIII Français (Steve Brady et Pierre Carcau). Cependant, les articles ne sont rédigés qu'en anglais, puisqu'ils sont destinés à un lectorat britannique. À la marge d'autres magazines britanniques comme  « Forty-20 » devraient également relater les matchs du club ainsi que le magazine australien Rugby League Review. 